# Reuda mayri
Reuda mayri är en insektsart som beskrevs av White 1878. Reuda mayri ingår i släktet Reuda och familjen ängsskinnbaggar. Inga underarter finns listade i Catalogue of Life.

## Bildgalleri

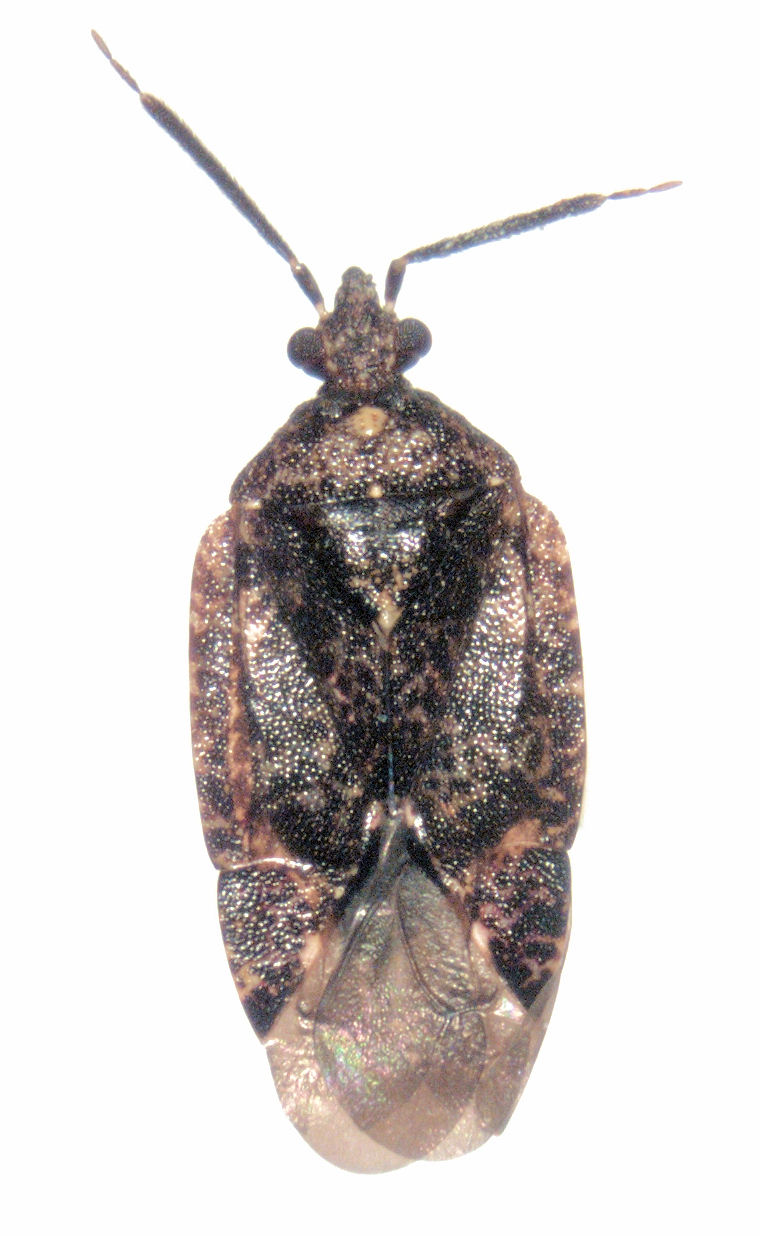